# Sistema Nacional de Avaliação da Educação Superior
O Sistema Nacional de Avaliação da Educação Superior - Sinaes é um mecanismo de avaliação criado pelo Ministério da Educação do Brasil para acompanhar o desenvolvimento de todas as instituições que ofertam educação de nível superior.

## Histórico
O Sistema foi criado pela Lei n° 10.861, de 14 de abril de 2004, sendo formado por três componentes principais: a avaliação das instituições, dos cursos e do desempenho dos estudantes. O Sinaes avalia todos os aspectos que giram em torno desses três eixos, principalmente o ensino, a pesquisa, a extensão, a responsabilidade social, o desempenho dos alunos, a gestão da instituição, o corpo docente e as instalações. As avaliações são coordenadas e supervisionadas pela Comissão Nacional de Avaliação da Educação Superior (Conaes) e a operacionalização é de responsabilidade do Instituto Nacional de Estudos e Pesquisas Educacionais Anísio Teixeira - Inep. Um de seus principais indicadores é o Índice Geral de Cursos - IGC.

## Objetivos
A avaliação objetiva melhorar mérito e valor das instituições e cursos nas dimensões de ensino, pesquisa, extensão e ainda na gestão. O Sinaes possui uma série de instrumentos que são complementares. Autoavaliação, feita por uma Comissão Própria de Avaliação CPA, que é composta por alunos, professores e técnicos. A avaliação externa é realizada por uma comissão delegada pelo Inep. O Enade que avalia os conhecimentos dos alunos. A integração dos instrumentos gera conceitos ordenados numa escala com cinco níveis que no final redunda em nota publicada no site do Inep e que reverte em classificação utilizada para publicidades das instituições e ainda na classificação de instituições habilitadas a receber o Fundo de Financiamento ao Estudante do Ensino Superior Fies.